# Acámbaro
Acámbaro ist eine Stadt mit 57.972 Einwohnern (Stand 2010) und Verwaltungssitz des Municipio Acámbaro im Südosten des mexikanischen Bundesstaates Guanajuato.
Acámbaro liegt am Río Lerma im südlichen Teil des Hochlandes Mesa Central auf 1947 m Höhe. Dort wurde 1526 eine spanische Siedlung an der Stelle eines kleinen Purépecha-Dorfes gegründet.
Mit dem Bau des Stausees Presa Solís konnte das umliegende Land bewässert und bewirtschaftet werden. Mais, Bohnen, Weizen und Kichererbsen sind die wichtigsten Anbaupflanzen. Von Bedeutung ist auch die Rinder-, Schaf- und Schweinehaltung.
Acámbaro ist ein wichtiger Eisenbahn- und Straßenknotenpunkt 70 km südlich von Celaya und 277 km nordwestlich von Mexiko-Stadt.

## Persönlichkeiten
- José Raúl Vera López (* 1945), Bischof von Saltillo.
- Cirilo Saucedo (* 1982), Fußballspieler